# Bellator 114
Bellator CXIV é um evento de artes marciais mistas promovido pelo Bellator MMA, é esperado para ocorrer em 28 de março de 2014 no Maverik Center em West Valley City, Utah.

## Background
O evento contará com a luta valendo pelo Cinturão Peso Médio do Bellator entre o russo campeão Alexander Shlemenko e o vencedor do Torneio de Médios da 9ª Temporada Brennan Ward.

## Ligações Externas
1. ↑  Pelo Cinturão Peso Médio do Bellator.
2. ↑  Semifinal do Torneio de Penas da 10ª Temporada.
3. ↑  Semifinal do Torneio de Penas da 10ª Temporada.
4. ↑  Semifinal do Torneio de Médios da 10ª Temporada.